# サタジット・レイ生涯功労賞
サタジット・レイ生涯功労賞（サタジット・レイしょうがいこうろうしょう、Satyajit Ray Lifetime Achievement Award）は、インド国際映画祭で授与される名誉賞。世界映画の成長と発展に顕著な貢献を果たした人物に贈られる。
1999年開催の第30回インド国際映画祭で「生涯功労賞」の名称で創設された。2021年にインド政府の情報・放送大臣プラカシュ・ジャバデカールがベンガル語映画の監督サタジット・レイの生誕100周年を記念して、インド映画界で最も権威のあるダーダーサーヘブ・パールケー賞と同等の映画賞として、サタジット・レイの名を冠した賞を設けることを発表した。その後、同年開催の第52回インド国際映画祭で、ジャバデカールの後任の情報・放送大臣アヌラーグ・タークルが生涯功労賞の名称を「サタジット・レイ生涯功労賞」に変更することを発表した。

## 受賞結果

### 生涯功労賞
| 映画祭          | 画像 | 受賞者                   | 国籍                  | 職業                                       | 出典   |
| --------------- | ---- | ------------------------ | --------------------- | ------------------------------------------ | ------ |
| 1999年 (第30回) |      | ベルナルド・ベルトルッチ | イタリア              | 映画監督、映画プロデューサー、脚本家、俳優 |        |
| 2003年 (第34回) |      | リヴ・ウルマン           | ノルウェー            | 映画監督、女優                             | [ 3 ]  |
| 2007年 (第38回) |      | ディリープ・クマール     | インド                | 俳優                                       |        |
| 2007年 (第38回) |      | ラタ・マンゲシュカル     | インド                | 歌手                                       |        |
| 2011年 (第42回) |      | ベルトラン・タヴェルニエ | フランス              | 映画監督、映画プロデューサー、脚本家、俳優 | [ 4 ]  |
| 2012年 (第43回) |      | クシシュトフ・ザヌッシ   | ポーランド            | 映画監督、映画プロデューサー、脚本家       | [ 5 ]  |
| 2013年 (第44回) |      | イジー・メンツェル       | チェコ                | 映画監督、映画プロデューサー、脚本家、俳優 | [ 6 ]  |
| 2014年 (第45回) |      | ウォン・カーウァイ       | 香港                  | 映画監督、映画プロデューサー、脚本家       | [ 7 ]  |
| 2015年 (第46回) |      | ニキータ・ミハルコフ     | ロシア                | 映画監督、映画プロデューサー、脚本家、俳優 | [ 8 ]  |
| 2016年 (第47回) |      | イム・グォンテク         | 韓国                  | 映画監督                                   | [ 9 ]  |
| 2017年 (第48回) |      | アトム・エゴヤン         | カナダ                | 映画監督                                   | [ 10 ] |
| 2018年 (第49回) |      | ダン・ウォルマン         | イスラエル パレスチナ | 映画監督                                   | [ 11 ] |
| 2019年 (第50回) |      | イザベル・ユペール       | フランス              | 女優                                       | [ 12 ] |
| 2020年 (第51回) |      | ヴィットリオ・ストラーロ | イタリア              | 撮影監督                                   | [ 13 ] |

### サタジット・レイ生涯功労賞
| 映画祭          | 画像 | 受賞者                   | 国籍           | 職業                                                 | 出典   |
| --------------- | ---- | ------------------------ | -------------- | ---------------------------------------------------- | ------ |
| 2021年 (第52回) |      | マーティン・スコセッシ   | アメリカ合衆国 | 映画監督、映画プロデューサー、脚本家、俳優           | [ 14 ] |
| 2021年 (第52回) |      | サボー・イシュトヴァーン | ハンガリー     | 映画監督                                             | [ 14 ] |
| 2022年 (第53回) |      | カルロス・サウラ         | スペイン       | 映画監督、映画プロデューサー、脚本家、撮影監督、俳優 | [ 15 ] |
| 2023年 (第54回) |      | マイケル・ダグラス       | アメリカ合衆国 | 俳優、映画プロデューサー                             | [ 16 ] |
| 2024年 (第55回) |      | フィリップ・ノイス       | オーストラリア | 映画監督、映画プロデューサー                         | [ 17 ] |